# Sobremonte (departement)
Sobremonte is een departement in de Argentijnse provincie Córdoba. Het departement (Spaans: departamento) heeft een oppervlakte van 3.307 km² en telt 4.531 inwoners.

## Plaatsen in departement Sobremonte
- Caminiaga
- Chuña Huasi
- Pozo Nuevo
- San Francisco del Chañar